# Коефіцієнт поцілунку
«Коефіцієнт поцілунку» (англ. The Kiss Quotient) — роман Гелен Хоанг 2018 року. Книжка розповідає про Стеллу, жінку з аутизмом, яка наймає працівницю ескорту, щоб дослідити близькість з іншими людьми.

## Розроблення
Хоанг написала перший варіант того, що згодом стане романом «Коефіцієнт поцілунку», упродовж десяти тижнів. Рукопис мав кілька чернеток, перш ніж вона взяла участь в онлайн-конкурсі Pitch Wars, де знову переробила його за допомогою свого наставника Брайтона Волша, працюючи над ним вісім місяців.
Хоанг стверджує, що спочатку хотіла написати гендерно переосмислений роман «Красуня», але застрягла, намагаючись зрозуміти, чому «успішна, красива жінка найняла б ескорт». Під час зустрічі з вихователькою доньки в дитячому садку Хоанг дізналася, що її донька має розлади аутичного спектра. Вона досліджувала аутизм і зрозуміла, що сама також має аутизм, і використала це як основу для концепції книжки.

## Прийняття
Роман «Коефіцієнт поцілунку» отримав позитивний відгук від Publishers Weekly. Початковий тираж становив 100 000 примірників. Станом на  липень 2018 книжка виходила четвертим накладом.
У серпні 2018 року було оголошено, що Pilgrim Media Group придбала права на фільм, телеадаптацію та інші медіаправа за романом «Коефіцієнт поцілунку» та співпрацює з Lionsgate для очікуваного внутрішнього релізу.
Продовження під назвою «Випробування нареченої» вийшло у видавництві Berkley у травні 2019 року. Роман розповідає про Есме, покоївку готелю, якій пропонують супроводжувати Кая на весілля: Кай — двоюрідний брат Майкла, згаданого у романі «Коефіцієнт поцілунку», у якого аутизм. Третя книжка серії під назвою «Принцип серця» вийшла 2021 року.

## Переклад українською
- Хоанг, Гелен (2020). Коефіцієнт поцілунку. Коефіцієнт поцілунку #1. Т. 1. Переклад: Беззадіна, Дар'я. Віват. с. 304. ISBN 9789669821409.